# 1882 Rauma
1882 Rauma este un asteroid din centura principală, descoperit pe 15 octombrie 1941 de Liisi Oterma.